# Canottaggio ai Giochi della XXVIII Olimpiade - Singolo maschile
La gara del singolo maschile dei Giochi della XXVIII Olimpiade si è svolta tra il 14 e il 21 agosto 2004.

## Batterie
Hanno partecipato alle batterie di qualificazione 29 atleti, suddivisi in 6 batterie: i vincitori di ogni batteria si sono qualificati per le semifinali ABC, mentre gli altri è andato ai ripescaggi.
14 agosto 2004
| Posizione | Atleta          | Paese         | Tempo            |
| --------- | --------------- | ------------- | ---------------- |
| 1         | Tim Maeyens     | Belgio        | 7:17.68 SF (ABC) |
| 2         | André Vonarburg | Svizzera      | 7:23.43 R        |
| 3         | Law Hiu Fung    | Hong Kong     | 7:28.16 R        |
| 4         | Wang Ming-hui   | Taipei cinese | 7:29.99 R        |
| 5         | Daniel Sosa     | Paraguay      | 7:52.50 R        |

| Posizione | Atleta         | Paese     | Tempo            |
| --------- | -------------- | --------- | ---------------- |
| 1         | Vaclav Chalupa | Rep. Ceca | 7:13.84 SF (ABC) |
| 2         | Craig Jones    | Australia | 7:19.71 R        |
| 3         | Davor Mizerit  | Slovenia  | 7:24.60 R        |
| 4         | Aly Ibrahim    | Egitto    | 7:36.60 R        |
| 5         | Óscar Vásquez  | Cile      | 7:38.04 R        |

| Posizione | Atleta                 | Paese      | Tempo            |
| --------- | ---------------------- | ---------- | ---------------- |
| 1         | Santiago Fernández     | Argentina  | 7:22.52 SF (ABC) |
| 2         | Raphael Hartl          | Austria    | 7:34.61 R        |
| 3         | Vladimir Chernenko     | Uzbekistan | 7:38.27 R        |
| 4         | Mohammed Aich          | Algeria    | 7:41.85 R        |
| 5         | Paulose Pandari Kunnel | India      | 8:00.11 R        |

| Posizione | Atleta           | Paese         | Tempo            |
| --------- | ---------------- | ------------- | ---------------- |
| 1         | Olaf Tufte       | Norvegia      | 7:12.53 SF (ABC) |
| 2         | Ian Lawson       | Gran Bretagna | 7:24.01 R        |
| 3         | Anderson Nocetti | Brasile       | 7:26.81 R        |
| 4         | Gustavo Salcedo  | Perù          | 7:29.06 R        |
| 5         | Leandro Salvagno | Uruguay       | 7:43.91 R        |

| Posizione | Atleta            | Paese         | Tempo            |
| --------- | ----------------- | ------------- | ---------------- |
| 1         | Marcel Hacker     | Germania      | 7:17.55 SF (ABC) |
| 2         | Yuleidys Cascaret | Cuba          | 7:19.45 R        |
| 3         | Dirk Lippits      | Paesi Bassi   | 7:21.19 R        |
| 4         | Su Hui            | Cina          | 7:23.19 R        |
| 5         | Ham Jeong-uk      | Corea del Sud | 7:50.39 R        |

| Posizione | Atleta           | Paese    | Tempo            |
| --------- | ---------------- | -------- | ---------------- |
| 1         | Jüri Jaanson     | Estonia  | 7:13.74 SF (ABC) |
| 2         | Ivo Yanakiev     | Bulgaria | 7:28.97 R        |
| 3         | Matteo Stefanini | Italia   | 7:31.54 R        |
| 4         | Ibrahim Githaiga | Kenya    | 8:13.33 R        |

## Ripescaggi
I primi due atleti di ogni ripescaggio si sono qualificati per le semifinali ABC, gli altri invece sono passati alle semifinali DE.
17 agosto
| Posizione | Atleta                 | Paese       | Tempo            |
| --------- | ---------------------- | ----------- | ---------------- |
| 1         | Ivo Yanakiev           | Bulgaria    | 6:52.51 SF (ABC) |
| 2         | Dirk Lippits           | Paesi Bassi | 7:01.39 SF (ABC) |
| 3         | Gustavo Salcedo        | Perù        | 7:05.08 SF (DE)  |
| 4         | Paulose Pandari Kunnel | India       | 7:29.47 SF (DE)  |

| Posizione | Atleta            | Paese   | Tempo            |
| --------- | ----------------- | ------- | ---------------- |
| 1         | Yuleidys Cascaret | Cuba    | 6:58.44 SF (ABC) |
| 2         | Anderson Nocetti  | Brasile | 7:03.08 SF (ABC) |
| 3         | Óscar Vásquez     | Cile    | 7:06.51 SF (DE)  |
| 4         | Mohammed Aich     | Algeria | 7:46.98 SF (DE)  |

| Posizione | Atleta             | Paese         | Tempo            |
| --------- | ------------------ | ------------- | ---------------- |
| 1         | Ian Lawson         | Gran Bretagna | 6:56.55 SF (ABC) |
| 2         | Aly Ibrahim        | Egitto        | 6:59.05 SF (ABC) |
| 3         | Vladimir Chernenko | Uzbekistan    | 7:13.43 SF (DE)  |
| 4         | Daniel Sosa        | Paraguay      | 7:21.03 SF (DE)  |

| Posizione | Atleta        | Paese         | Tempo            |
| --------- | ------------- | ------------- | ---------------- |
| 1         | Davor Mizerit | Slovenia      | 7:01.31 SF (ABC) |
| 2         | Raphael Hartl | Austria       | 7:06.21 SF (ABC) |
| 3         | Wang Ming-hui | Taipei cinese | 7:09.99 SF (DE)  |

| Posizione | Atleta           | Paese         | Tempo            |
| --------- | ---------------- | ------------- | ---------------- |
| 1         | Craig Jones      | Australia     | 7:06.13 SF (ABC) |
| 2         | Law Hiu Fung     | Hong Kong     | 7:10.72 SF (ABC) |
| 3         | Ham Jeong-uk     | Corea del Sud | 7:11.38 SF (DE)  |
| 4         | Ibrahim Githaiga | Kenya         | 7:25.58 SF (DE)  |

| Posizione | Atleta           | Paese    | Tempo            |
| --------- | ---------------- | -------- | ---------------- |
| 1         | André Vonarburg  | Svizzera | 6:53.48 SF (ABC) |
| 2         | Su Hui           | Cina     | 6:57.77 SF (ABC) |
| 3         | Leandro Salvagno | Uruguay  | 7:02.68 SF (DE)  |
| 4         | Matteo Stefanini | Italia   | 7:08.91 SF (DE)  |

## Semifinali
Le semifinali A B e C sono le gare che permettono di accedere alla finale A, quella per le medaglie: i primi 2 atleti di queste 3 semifinali accedono quindi alla finale A, i successivi 2 alla finale B e gli ultimi 2 alla finale C.
Le semifinali D ed E invece qualificano per le ultime due finali, utili solo per stabilire le posizioni finali.
18 agosto 2004
| Posizione | Atleta             | Paese       | Tempo      |
| --------- | ------------------ | ----------- | ---------- |
| 1         | Vaclav Chalupa     | Rep. Ceca   | 6:59.39 FA |
| 2         | Santiago Fernández | Argentina   | 7:00.90 FA |
| 3         | Davor Mizerit      | Slovenia    | 7:04.07 FB |
| 4         | Craig Jones        | Australia   | 7:05.66 FB |
| 5         | Dirk Lippits       | Paesi Bassi | 7:05.94 FC |
| 6         | Su Hui             | Cina        | 7:10.33 FC |

| Posizione | Atleta           | Paese    | Tempo      |
| --------- | ---------------- | -------- | ---------- |
| 1         | Olaf Tufte       | Norvegia | 6:50.55 FA |
| 2         | Ivo Yanakiev     | Bulgaria | 6:53.43 FA |
| 3         | Marcel Hacker    | Germania | 6:55.98 FB |
| 4         | André Vonarburg  | Svizzera | 7:08.52 FB |
| 5         | Anderson Nocetti | Brasile  | 7:11.90 FC |
| 6         | Aly Ibrahim      | Egitto   | 7:14.58 FC |

| Posizione | Atleta            | Paese         | Tempo      |
| --------- | ----------------- | ------------- | ---------- |
| 1         | Jüri Jaanson      | Estonia       | 6:47.36 FA |
| 2         | Tim Maeyens       | Belgio        | 6:50.33 FA |
| 3         | Ian Lawson        | Gran Bretagna | 6:57.55 FB |
| 4         | Yuleidys Cascaret | Cuba          | 6:58.35 FB |
| 5         | Raphael Hartl     | Austria       | 6:58.67 FC |
| 6         | Law Hiu Fung      | Hong Kong     | 7:17.52 FC |

| Posizione | Atleta             | Paese         | Tempo      |
| --------- | ------------------ | ------------- | ---------- |
| 1         | Gustavo Salcedo    | Perù          | 7:09.06 FD |
| 2         | Matteo Stefanini   | Italia        | 7:10.34 FD |
| 3         | Vladimir Chernenko | Uzbekistan    | 7:13.21 FD |
| 4         | Wang Ming-hui      | Taipei cinese | 7:14.79 FE |
| 5         | Mohammed Aich      | Algeria       | 7:22.05 FE |
| 6         | Ibrahim Githaiga   | Kenya         | 7:40.78 FE |

| Posizione | Atleta                 | Paese         | Tempo      |
| --------- | ---------------------- | ------------- | ---------- |
| 1         | Leandro Salvagno       | Uruguay       | 7:24.41 FD |
| 2         | Óscar Vásquez          | Cile          | 7:27.11 FD |
| 3         | Ham Jeong-uk           | Corea del Sud | 7:33.70 FD |
| 4         | Daniel Sosa            | Paraguay      | 7:36.87 FE |
| 5         | Paulose Pandari Kunnel | India         | 7:48.38 FE |

## Finali
19 agosto 2004
| Posizione | Atleta             | Paese     | Tempo   |
| --------- | ------------------ | --------- | ------- |
|           | Olaf Tufte         | Norvegia  | 6:49.30 |
|           | Jüri Jaanson       | Estonia   | 6:51.42 |
|           | Ivo Yanakiev       | Bulgaria  | 6:52.80 |
| 4         | Santiago Fernández | Argentina | 6:55.17 |
| 5         | Vaclav Chalupa     | Rep. Ceca | 6:59.13 |
| 6         | Tim Maeyens        | Belgio    | 7:01.74 |

| Posizione | Atleta            | Paese         | Tempo   |
| --------- | ----------------- | ------------- | ------- |
| 1         | Marcel Hacker     | Germania      | 6:47.26 |
| 2         | André Vonarburg   | Svizzera      | 6:52.88 |
| 3         | Davor Mizerit     | Slovenia      | 6:55.64 |
| 4         | Ian Lawson        | Gran Bretagna | 6:57.63 |
| 5         | Craig Jones       | Australia     | 6:58.48 |
| 6         | Yuleidys Cascaret | Cuba          | 6:58.61 |

| Posizione | Atleta           | Paese       | Tempo   |
| --------- | ---------------- | ----------- | ------- |
| 1         | Anderson Nocetti | Brasile     | 6:53.64 |
| 2         | Aly Ibrahim      | Egitto      | 6:55.34 |
| 3         | Su Hui           | Cina        | 6:57.42 |
| 4         | Dirk Lippits     | Paesi Bassi | 6:58.20 |
| 5         | Raphael Hartl    | Austria     | 7:00.75 |
| 6         | Law Hiu Fung     | Hong Kong   | 7:10.75 |

| Posizione | Atleta             | Paese         | Tempo   |
| --------- | ------------------ | ------------- | ------- |
| 1         | Matteo Stefanini   | Italia        | 6:57.16 |
| 2         | Leandro Salvagno   | Uruguay       | 7:01.33 |
| 3         | Gustavo Salcedo    | Perù          | 7:03.24 |
| 4         | Ham Jeong-uk       | Corea del Sud | 7:10.44 |
| 5         | Óscar Vásquez      | Cile          | 7:10.75 |
| 6         | Vladimir Chernenko | Uzbekistan    | 7:23.56 |

| Posizione | Atleta                 | Paese         | Tempo   |
| --------- | ---------------------- | ------------- | ------- |
| 1         | Wang Ming-hui          | Taipei cinese | 6:49.30 |
| 2         | Daniel Sosa            | Paraguay      | 6:51.42 |
| 3         | Paulose Pandari Kunnel | India         | 6:52.80 |
| 4         | Mohammed Aich          | Algeria       | 6:55.17 |
| 5         | Ibrahim Githaiga       | Kenya         | 6:59.13 |